# إستراز

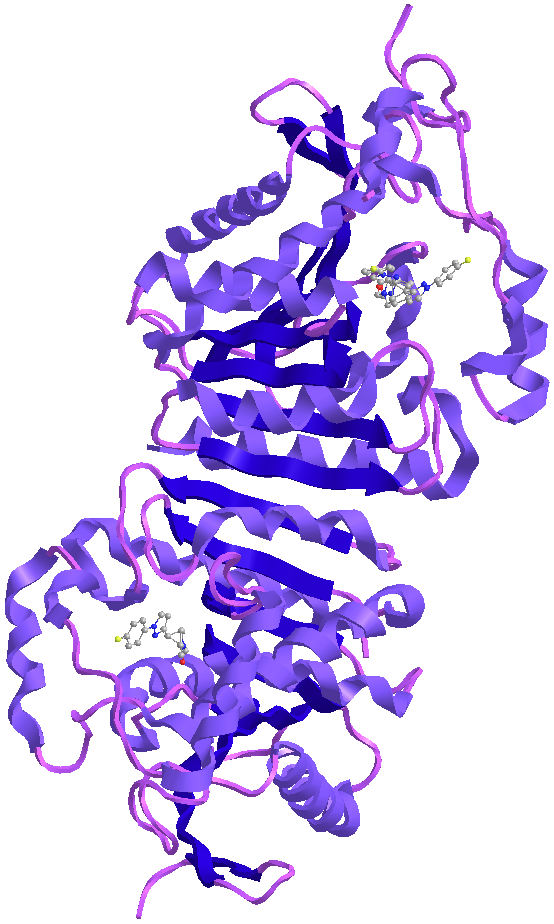

الإستراز أو الإستيراز هو إنزيم هيدروليز ينقسم الإسترات إلى حمض وكحول في تفاعل كيميائي مع الماء يسمى التحلل المائي.
توجد مجموعة كبيرة من الإستريزات المختلفة التي تختلف في خصوصية الركيزة، وهيكل البروتين الخاص بها ووظيفتها البيولوجية.

## تصنيف EC / قائمة الإنزيمات
- أسيتيل استريز (EC 3.1.1.6 )، ينقسم إلى مجموعات أسيتيل
  - الكولين استريز
    - أستيراز الأستيل كولين، يعطل أستيل كولين الناقل العصبي
    - كولين استراز كاذب، خصوصية الركيزة الواسعة، الموجودة في بلازما الدم والكبد
- إستيراز البكتين (EC 3.1.1.11)، يوضح عصائر الفاكهة

- EC 3.1.2: هيدرولات ثيوليستر
  - ثيويستراز
    - هيدرولاز يوبكتين الكربوكسي الطرفي L1
- EC 3.1.3: هيدرولات أحادية الفوسفوريك
  - الفوسفاتيز (3.1.3.x EC)، يحلل أحادي إسترات حمض الفوسفوريك إلى أيون فوسفات وكحول.
    - الفوسفاتيز القلوي، يزيل مجموعات الفوسفات من العديد من أنواع الجزيئات، بما في ذلك النيوكليوتيدات والبروتينات والقلويات.
    - فسفودايستراز (PDE)، يثبط نشاط رسول الثاني المخيم
      - مثبط الفسفوديستراز 5 من نوع cGMP، يمنعه سيلدينافيل (الفياجرا)

  - فروكتوز ثنائي الفوسفاتاز سكر الفواكه (3.1.3.11)، المتحولين الفركتوز 1,6 ثنائي الفوسفات إلى سكر الفواكه-6-فوسفات في استحداث السكر
- EC 3.1.4: هيدرولات الفوسفوريك
- EC 3.1.5: هيدرولات أحادية الفوسفوريك
- EC 3.1.6: هيدرولات استر استر الكبريتيك ( سلفاتاز)
- EC 3.1.7: هيدرازات أحادية الفوسفور الأحادية
- EC 3.1.8: هيدرولات الفوسفوريك
- نوكليازات خارجية ( ديوكسي ريبونوكلياز وريبونوكلياز )
  - EC 3.1.11: نوكسيوكسي ريبونوكلياز ينتج 5'- فوسفومونوستر
  - EC 3.1.13: نوكليكورونات خارجية تنتج 5'- فوسفومونوستر
  - EC 3.1.14: إكسوريبونوكليازالمنتجة 3'- فوسفومونوستر
  - EC 3.1.15: النوكليازات النشطة مع الريبو أو ديوكسي-
- نوكليازات داخلية ( ديوكسي ريبونوكلياز وريبونوكلياز )
  - نوكسيديريبونوكلياز
  - نوكبة البكتريا
  - إما منقوص الأكسجين أو ريبو